# Tỉnh Bắc, Nouvelle-Calédonie
Tỉnh Bắc (tiếng Pháp: Province Nord) là một trong ba tỉnh tạo nên Nouvelle-Calédonie, một đặc khu hải ngoại của Pháp tại châu Đại Dương. Gồm phần phía tây bắc của đảo chính và đảo Belep. Tỉnh Bắc Với diện tích 9.582,6 km² thì đây là tỉnh lớn nhất trong ba tỉnh. Điểm cao nhất của tỉnh là ở Núi Panie có độ cao 1 628 m, đây cũng là đỉnh cao nhất của Nouvelle-Calédonie.
Với 45 137 cư dân trong 2009, tỉnh chiếm 18,38% (ít hơn 1/5) tổng dân số của Nouvelle-Calédonie trong khi chiếm hơn một nửa diện tích, mật độ 4,71 người / km².